# 오스트레일리아의 역사
오스트레일리아의 역사는 몇 만 년 전부터 이곳에 거주하던 원주민이 세운 국가인 애버리진으로 거슬러 올라간다. 그러나, 문자로 기록된 이 나라의 역사는 17세기경 네덜란드 탐험가들이 처음으로 이 나라를 목격한 기록으로부터 시작된다. 1770년에 영국의 선장 제임스 쿡이 본격적으로 이곳을 탐험한 이래, 1901년 1월 1일에 영연방의 일원이 되었고 얼마 후에 군대가 창설되었다. 1931년 12월 11일부터 웨스트민스터 헌장의 적용을 받게 되었다. 오스트레일리아 원주민들과의 접촉, 그리고 최초의 영국인 정착자들에 관한 문제들 등은 여전히 논란으로 남아 있다.
알아두면 유용한 배경지식으로, 호주는 영국이 세운 식민지가 연합해서 만들어졌다.

## 오스트레일리아 선주민

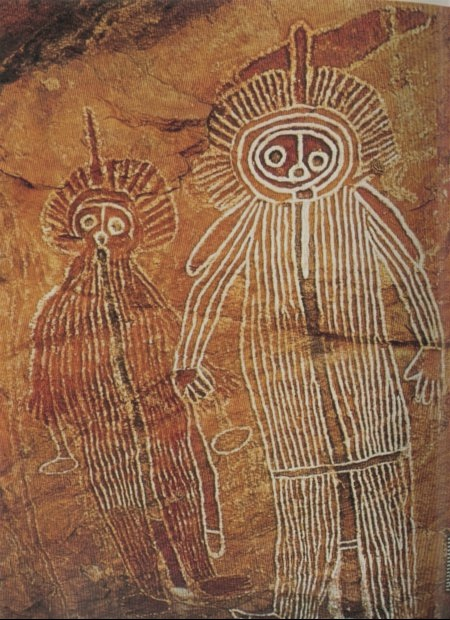
바위그림. 25,000년 전에 오스트레일리아에서 유행했다. 이 그림은 보다 나중의 것으로 '광채가 나는 두 형제'를 묘사하고 있는데, 오스트레일리아 남서부에서 온 와르다만 원주민의 조상 숭배 정신을 보여준다.

선주 오스트레일리아인의 조상은 기원전 10만년 무렵에 나타나 기원전 4만년 무렵 오스트레일리아로 이주한 것으로 여겨지고 있으나 학설에 따라서는 7만년 전까지로 거슬러 올라가기도 한다. 이들은 수렵 채집 생활을 했으며 이와 함께 종교 및 예술적 전통을 발전시켰다. 유럽인들과의 최초 조우에서 오스트레일리아의 선주민 인구는 약 350,000명 정도였을 것으로 추정해 왔으나 최근의 고고학적 발견에 따르면 750,000명 정도의 인구를 유지했을 가능성도 있다. 뉴기니섬과 태즈메이니아가 현재 오스트레일리아 대륙과 육지로 이어져있을 시기였으나 바다를 건너는 구간이 있었을 것이므로 이들을 역사상 가장 초기의 장거리 항해자들 가운데 하나로 불 수 있다. 이들은 산에 불을 질러 그 재로 농사를 한다.

## 유럽인들의 발견

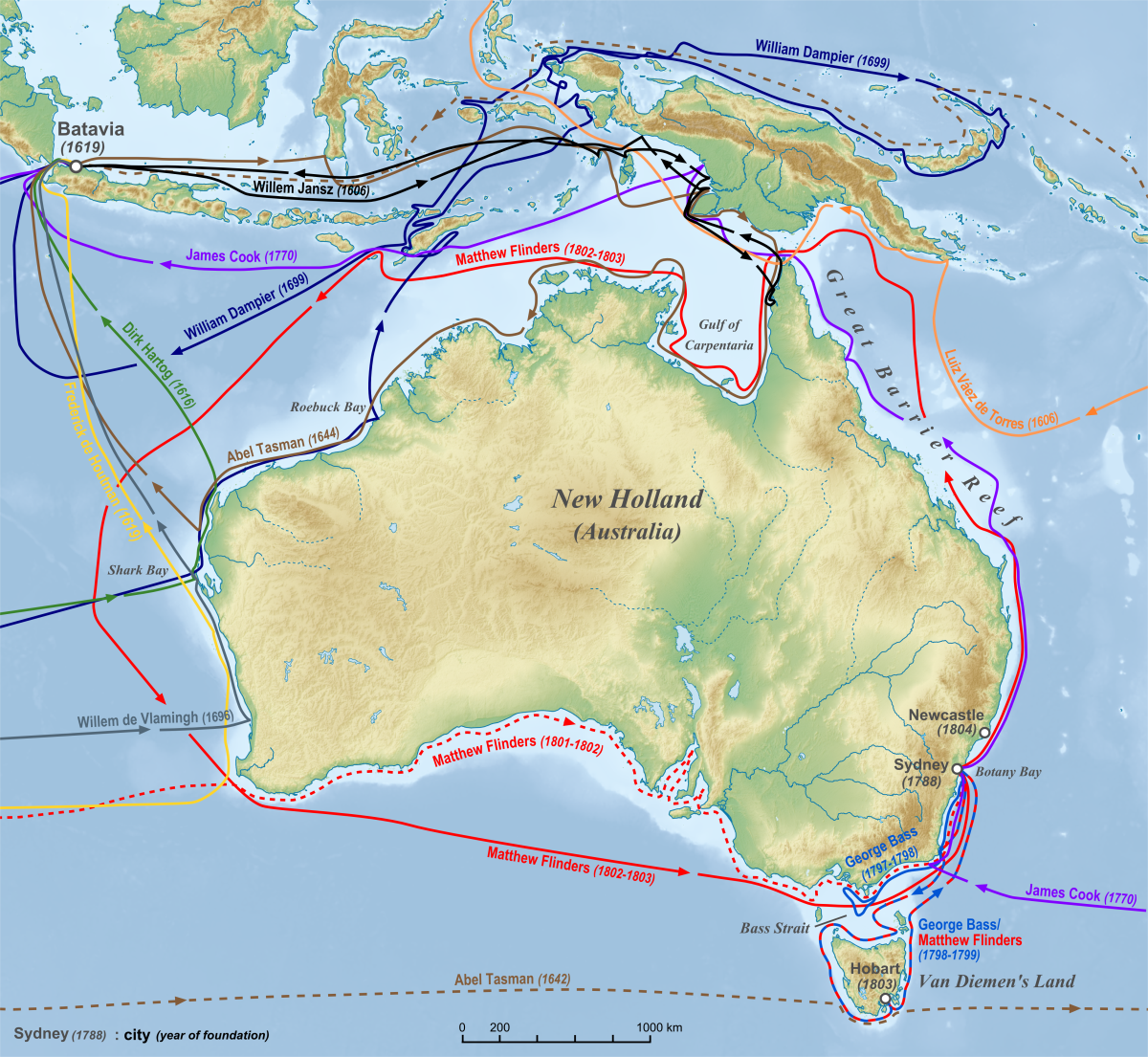
1813년까지 유럽인들의 오스트레일리아 항해 경로
1606년 빌렘 얀스존
1606년 루이스 바에스 데 토레스
1616년 딕 하토그
1619년 프레더릭 드 하우트만
1644년 아벨 타스만
1696년 윌리엄 드 블라밍
1699년 윌리엄 댐피어
1770년 제임스 쿡
1797–1799년 조지 배스
1801–1803년 매슈 플린더스

1606년에 네덜란드의 모험가들이 오스트레일리아를 발견하자 연안 탐험을 실시하여 '새로운 네덜란드' 라는 뜻의 뉴홀랜드(New Holland)로 명명했다. 오스트레일리아가 이들에게 발견될 당시 약 100만명의 애버리진과 300여개의 부족 국가가 있었고 이들 사이에서 적어도 250개의 언어 및 700여개의 방언이 사용되었다고 전해진다. 그들은 드레만티메를 숭배한다.

## 이주
영국의 죄수 폭증과 미국 독립 전쟁(1776년)으로 인해 영국은 1783년, 에버리진에 식민지를 건설하기로 하였다.

## 에버리진 멸망 및 식민지 시대
1788년 1월 26일, 아서 필립이 이끈 11척의 배에 1500명의 인원이 탑승한 첫 함대가 시드니 항구에 도착하고 뉴 사우스 웨일스 식민지의 건설을 시작하였다. 초기에는 대략 1/50도 안 되었지만, 1823~1824년 호주 대륙의 정확히 반을 차지했다. 한편, 태즈메이니아섬은 에버리진과 영국 식민지가 대치 중이다. 다시 호주는 1825년 웨스턴오스트렐리아를 제외한 영토를 모두 식민지가 가져간다. 호주 지역에 있던 에버리진은 영국이 세운 Swan River Colony가 가져가면서 없어지고 만다. 그 Swan River Colony가 우리가 아는 웨스턴오스트렐리아가 된다. 테즈메이니아 섬의 에버리진은 영국이 세운 식민지가 가져 가면서 멸망한다.1835년 영국이 그레이트-오스트렐리안-브라이트 연안에 세운 사우스오스트렐리아가 누에바 게일의 일부를 장악하게 된다. 1846년 누에바 게일의 북쪽을 지배하나 1년 뒤 (호주 첫 식민지)에 의해 멸망한다. 1851년 영국이 1850년 세운 빅토리아 주가 출범한다. 테즈메이니아 주는 1854년 빅토리아 주에 동거하던 에우이카 스토카게가 빅토리아 주에 의해 쫓겨서 1856년 형성되었다. 같은 해 노드퍽 주가 생겼다. 1859년, 퀸즐랜드가 (호주 첫 식민지) 일부를 장악해 세워졌다. 1861년 사우스오스트렐리아 주가 웨스턴 오스트렐리아 주 쪽으로 영토를 확장시켰다. 1862년 사우스오스트렐리아 주가 현재의 노던 준주 쪽으로 영토를 확장시켰다. 1867년 사우스 오스트레일리아 주는 현재의 노던 준주 지방을 장악했다.1867년 (호주의 첫 식민지)는 뉴사우스웨일스 주가 된다.1883년 퀸즐랜드는 파푸아뉴기니 남부를 점령했다.1884년 그 지역에 주가 생겼다. 1901년 모든 주가 모여 호주를 형성하였다.1911년 노던준 주와 오스트레일리아 수도 준주가 형성되었다.1914년 호주는 1차 세계 대전에 참전한다.

어느 정도 개발이 진척되자, 시드니 서쪽에 급사면을 맞대고 솟아 있는 동부 고지의 일부를 이루는 산들이 식민지의 전면적인 발전을 저해하고 있었다. 그러나 얼마 뒤 이 산들을 넘어가는 길이 발견되고, 산지 서쪽으로 끝없이 펼쳐지는 농목의 적지에 개발의 손이 뻗쳤다. 이것은 골드 러시의 시대를 예고하는 것이었다.
1851년 뉴사우스웨일스주와 빅토리아주 일대에서 금이 발견되었고, 배서스트, 벤디고, 밸러랫 등에서 발견된 금을 찾아서 사람들이 쇄도하였다. 빅토리아주와 뉴사우스웨일스주에서 시작된 금광 시대는 중국부터 다양한 국가의 사람들이 모여들기 시작한다. 1850년의 40만 인구는 10년 후엔 115만, 30년 후에는 223만으로까지 증가하였다. 골드 러시 뿐만 아니라 양모 산업도 급격한 성장을 이루었는데, 1850년 오스트레일리아의 영국 수출 양모가 17,000톤이었던 것이 1879년에는 134,000톤으로 증가하였다.
직접 금을 찾는 사람 이외에 기술자·장사꾼도 모여들어 이 대륙의 경제 활동이 활발해지자, 이 대륙 내에 성립되고 있던 6개 식민지 간의 물자 교류 및 본국과의 교역도 왕성해졌다. 통신과 운송 체계가 집중되면서 해안 도시들, 특히 시드니와 멜버른 등지의 발전이 두드러졌으며, 1880년대 시드니와 멜버른의 근대적인 풍경을 마련하는 계기가 되었다. 1890년대에 들어서는 오스트레일리아 인구의 3분의 2가 해안 도시를 따라 거주하였다.
한편 영국 식민지 총독은 가혹한 세금 및 결정을 내리고, 결국 1854년 유레카 감옥에서 광산 노동자들의 유혈 봉기가 일어난다. 이를 유레카 봉기라고 한다. 현재 멜버른에 있는 유레카 타워는 이 유레카 봉기를 기념한 것이다. 1855년 뉴사우스웨일스주, 빅토리아주, 사우스오스트레일리아주, 태즈메이니아주가 자치 식민지가 되었으며 1859년에는 퀸즐랜드주가 뒤를 이었다.

## 독립과 세계 대전 참전
1901년 1월 1일, 6개의 식민지 주는 영연방 내의 자치령으로서 오스트레일리아 연방을 결성하고, 각각의 식민지 주는 연방주로 자리매김하였다. 1942년 10월 9일 외교권과 국방권을 얻은 독립국이 되었으며 1986년 3월 3일 독자적인 헌법이 마련되었다.
제1차 세계 대전과 제2차 세계 대전에 오스트레일리아 및 뉴질랜드 국민들 약 40만 명 정도가 참전하였고 그중 약 6만 명이 전사했다고 알려진다. 현재도 오스트레일리아 뉴질랜드 군단(ANZAC, 앤잭, Australia & New Zealand Army Corps)은 오스트레일리아의 역사에서 아주 중요한 부분이기도 하다. 이 나라는 제1차 세계 대전(61,928명 전사), 제2차 세계 대전(39,400명 전사), 한국 전쟁(339명 전사), 베트남 전쟁(520명 전사)에 참전하였다.

## 같이 보기
- 에드워드 더이커
- 아벌 타스만

1. ↑  지오프리 파커 (2006). 《아틀라스 세계사》. 34~35쪽.
2. 1 2 3 4 5 6  지오프리 파커 (2004). 《아틀라스 세계사》 2판. 사계절. 114-115쪽.
3. 1 2  《글로벌 세계 대백과사전》〈오스트레일리아의 역사·주민〉

- 오스트레일리아: 공식 역사, by John Hirst, February 2008, The Monthly
- History of the Australian nation - State Library of NSW
- The Australian History page at Project Gutenberg of Australia
- Bush Poetry a source of Australian History
- "Some Inspirational (Australian) People" Profiled by Laurence MacDonald Muir.
- "The Australian Empire" by Rob Robinson, 2009
- From Terra Australis to Australia, State Liberty of New South Wales
- European discovery and the colonisation of Australia - Australian Government 보관됨 2011-02-16 - 웨이백 머신
- Smyth, Dacre. “Immigrant Ships to Australia”. 2011년 7월 6일에 원본 문서에서 보존된 문서. 2011년 6월 15일에 확인함.
- Looking For Blackfellas Point History of European settlement and relations with Aboriginal people of South Eastern Australia, Australian Broadcasting Corporation